# كاميلو كارل شنايدر
كاميلو كارل شنايدر (1876-1951) (بالإنجليزية: Camillo Karl Schneider)‏ هو عالم نبات نمساوي.